# Vytautas Andriuškevičius
Vytautas Andriuškevičius (* 8. října 1990, Alytus, Litevská SSR, Sovětský svaz) je litevský fotbalový obránce a reprezentant.

## Klubová kariéra
- FBK Kaunas (mládež)
- FBK Kaunas 2007–2010
- Lechia Gdańsk 2010–2013[1]
- Djurgårdens IF Fotboll 2013–2014
- SC Cambuur 2014–2016
- Portland Timbers 2016–
- FK Sūduva Marijampolė 2019
- Tobol Kostanaj FK 2019

## Reprezentační kariéra
Vytautas Andriuškevičius nastupoval za litevské mládežnické reprezentace U19 a U21.
V A-mužstvu litevské reprezentace debutoval 10. 8. 2011 v Kaunasu v přátelském utkání proti reprezentaci Arménie (výhra 3:0).